# José Erviti
José Ramón García Erviti (Pamplona, España, 23 de febrero de 1948) es un exfutbolista español que se desempeñaba como defensa.

## Clubes
| Club              | País   | Año       |
| ----------------- | ------ | --------- |
| Real Murcia C. F. | España | 1965-1970 |
| Villarreal C. F.  | España | 1971-1972 |